# Hoplophthiracarus tropicus
Hoplophthiracarus tropicus är en kvalsterart som beskrevs av Durga Charan Mondal och Balsi Chand Kundu 1988. Hoplophthiracarus tropicus ingår i släktet Hoplophthiracarus och familjen Phthiracaridae. Inga underarter finns listade i Catalogue of Life.